# Сарыкамышское сражение
Сражение при Сарыкамыше (тур. Sarıkamış Harekâtı, арм. Սարիղամիշի ճակատամարտ) в западной литературе — наступление Энвера (9 (22) декабря 1914 — 5 (18) января 1915) — оборонительная операция русской Кавказской армии против наступательных действий турецких войск в районе населённого пункта Сарыкамыш Карсской области Российской империи в ходе Первой мировой войны (см. Кавказский фронт). В результате боёв 3-я турецкая армия была полностью разгромлена. Русской армии также удалось сорвать планы Османской империи по захвату российского Закавказья и перенести боевые действия на её территорию.

## Предыстория и планы сторон
К 20 ноября (3 декабря) завершилась активная фаза боевых действий в ходе Кёприкейской операции. Русская армия, натолкнувшись на серьёзное сопротивление, глубоко вклинилась в оборону турецкой армии, но в связи с значительными потерями не смогла укрепить свои фланги. Однако и турецкая армия не добилась значительных успехов. В ходе сражения были выявлены значительные недостатки как в управлении, так и в организации связи и взаимодействия между подразделениями как в русской, так и в турецкой армиях.

Ход боевых действий в ноябре 1914 г.

На протяжении ноября, в то время как происходили ожесточенный бои, турецкое командование, обнадёженное частичными успехами своей армии, вело тщательную подготовку и разработку плана масштабного наступления на территорию Российского Закавказья. 25 ноября (8 декабря) 1914 года Энвер-паша, приплыв из Константинополя в сопровождении двух немецких советников (генерала Бронсарта фон Шеллендорфа и майора фон Фельдмана), высадился в Трабзоне, откуда проследовал в штаб-квартиру 3-й армии в Эрзеруме. При разработке плана по разгрому русской армии военный министр Турции старался использовать немецкую тактику, применявшуюся в битве при Танненберге. Турецкое командование планировало уничтожить всю Сарыкамышскую группу русской армии силами трёх армейских корпусов — 9-го, 10-го 11-го. Первые два корпуса должны были совершить обход Сарыкамышской группировки русской армии с севера через Ольты (Олту) и Бардус, образуя котёл. Захват Ольты открывал путь к овладению крепостями Карс и Батум с выходом к Ардагану. 11-й корпус должен был наступать фронтально через Пасинскую равнину на Сарыкамыш для отвлечения внимания от действий 9-го и 10-го корпусов. Далее турецкая армия должна была вторгнуться вглубь российской территории и идти по направлению к Тифлису — центру российского Кавказа.

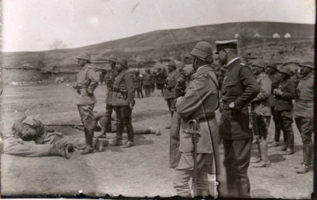
Энвер-паша и Отто фон Фельдман, 1914 г.

Оперативный замысел турок был рассчитан на быстроту и скрытность обхода и энергичные демонстративные действия 11-го корпуса; при этом 9-й и 10-й корпуса выдвигались со слабо организованными тылами в расчёте на получение продовольствия от местного мусульманского населения. Однако у некоторых офицеров, в том числе и у командира 3-й армии, вызывало сомнение, что план, применённый в летний период, мог быть использован зимой. Горные дороги Восточной Анатолии были практически непроходимы для транспорта, а глубина снега достигала полутора метров, температура опускалась до −20 градусов. Рассмотревший план атаки командующий 3-й армией Хасан Иззет сделал к нему существенные дополнения. По его мнению, войска нуждались в налаженном снабжении — обеспечении зимней одеждой, продовольствием и боеприпасами. Энвер-паша считал подобные высказывания выражением чрезмерной осторожности. Он доверился сообщениям Хафыз Хаккы-паши, которому был поручен сбор информации о маршрутах передвижения. Согласно предоставленным данным, состояние дорог в зимний период позволяло перемещение пехоты с горной артиллерией. Не веривший в успех этой операции Хасан Иззет по прибытии Энвера-паши был отстранён от занимаемой должности. 6 (19) декабря Энвер-паша взял командование 3-й армией на себя, а Бронсарт фон Шеллендорф возглавил её штаб. Хафыз Хаккы-бек возглавил 10-й корпус. Также сменились командиры 9-го и 11-го корпусов.
Командование русской армией рассчитывало на то, что зимой турки не будут предпринимать столь масштабных попыток наступления по горным и сильно заснеженным перевалам. Перед русской армией ставилась основная задача — удержание и активная оборона рубежей, занятых при проведении Кеприкейской операции.
Ещё до начала активных фазы боевых действий, 30 ноября (13 декабря), император Николай II лично посетил Карс, а 1 (14) декабря — Сарыкамыш, где пообщался с населением и провёл встречи с духовными лидерами различных конфессий — экзархом Грузии, католикосом армян, шейх-уль-исламом шиитов и муфтием суннитов. Приезд императора сильно воодушевил личный состав русской армии.

## Силы сторон
Из четырёх основных оперативных направлений только на Сарыкамышском и Батумском русская армия имела преимущества в живой силе и артиллерии. На Ольтинском направлении ситуация для турецкой армии складывалась наиболее удачно — 57 турецких батальонов с 6 эскадронами против неполных 9 батальонов и 7 сотен кавалерии русских; 72 турецких орудий против 24 русских.
Главные силы русской армии находились в составе Сарыкамышского отряда, состоявшего из 1-го Кавказского и 2-го Туркестанского корпусов общей численностью 53,5 батальона пехоты, 32 сотни кавалерии, 9 инженерных рот и 148 орудий. Основные силы — две Кубанские пластунские бригады, 39-я пехотная дивизия, 1-я Кавказская казачья дивизия, 4-я и 5-я Туркестанские стрелковые бригады и 2-я бригада 20-й пехотной дивизии. Руководил отрядом генерал от инфантерии Г.Э Берхман. Ольтинский отряд генерал-лейтенанта Н. М. Истомина состоял из 8,5 батальонов пехоты, 7 сотен кавалерии, 1 инженерной роты, 1 армянской дружины и 24 орудий. Основные силы — 1-я бригада и 2-й дивизион 20-й артиллерийской бригады 20-й пехотной дивизии, пол батальона пехоты, 3-й Горско-Моздокский казачий полк, 4-я добровольческая армянская дружина, сотня 26-й бригады пограничной стражи. На Эриванском направлении располагался только что сформированный 4-й Кавказский армейский корпус генерала от инфантерии П. И. Огановского, состоявший из 10 батальонов пехоты, 41 сотни кавалерии, 1 инженерной роты, 2 армянских дружин и 58 орудий. На Приморском направлении действовала группировка из 9 батальонов пехоты, 8 дружин ополчения, 1 сотни кавалерии и 20 орудий. Ардаганский отряд генерал-лейтенанта И. А. Геника состоял из 3 батальонов пехоты, 6 сотен кавалерии, 1 дружины и некоторого количества артиллерии. Общая численность русской армии составляла 64 — 65 тыс., из них около 50 тыс. пехоты и 14 тыс. кавалеристов в районе Сарыкамыша, чуть больше 8 тыс. человек в районе Ольты и около 2 тыс. в районе Ардагана, плюс резерв 14 тыс. в крепости Карс.
До войны турецкая армия имела следующую структуру: три армейских корпуса, каждый включал в себя три дивизии, дивизия состояла из трёх пехотных и одного артиллерийского полков, немногим более 20 орудий и полутора десятка пулемётов. Общая численность каждого корпуса не превышала 11 тыс.. С началом войны турецкое командование начало усиливать 3-ю армию. К декабрю она состояла из трёх армейских корпусов. 9-й армейский корпус (командир — Ахмет Февзи-паша) состоял из трёх пехотных дивизий — 17-й, 28-й и 29-й; 10-й корпус (командир — Хафыз Хаккы-паша) — 30-й, 31-й и 32-й; и 11-й корпус (командир — Абдул Керим-паша), усиленный артиллерией 9-го корпуса, жандармерией и пехотными соединениями, состоящий из 18-й, 33-й и 34-й дивизий, а также 2-й и Ванской кавалерийских бригад. Общая численность 11-го корпуса составляла 35 тыс..
Турецкие силы располагались в следующем порядке: 9-й корпус находился в районе Гасан-калы, 10-й у Эрзурума, 11-й стоял на фронте напротив Саракамыша. В дополнении к войскам на Ольтинском направлении, турецкая армия в своём составе имела: на Сарыкамышском — 30 батальонов пехоты, 16 эскадронов, курдскую кавалерию и 154 орудия; на Эриванском — 14 батальонов пехоты, курдскую кавалерию и 16 орудий; на Батумском — 9 батальонов пехоты, до 6 тыс. чётчиков, 8 орудий. Количество войск, задействованных в наступательной операции составляло 90 — 95 тыс., общий же состав турецких сил был доведён до 120—150 тыс..

## Ход боевых действий

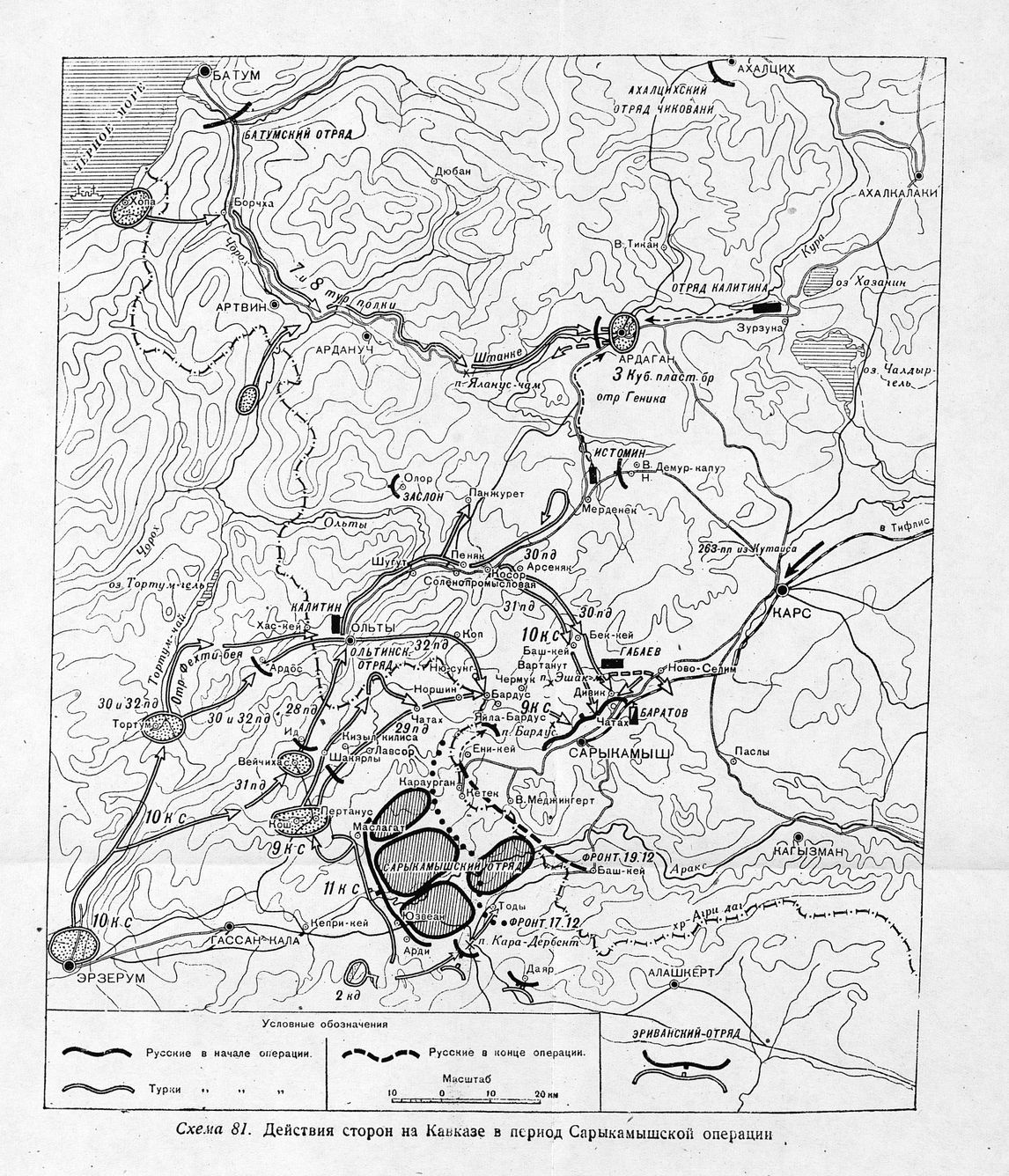
Ход сражения

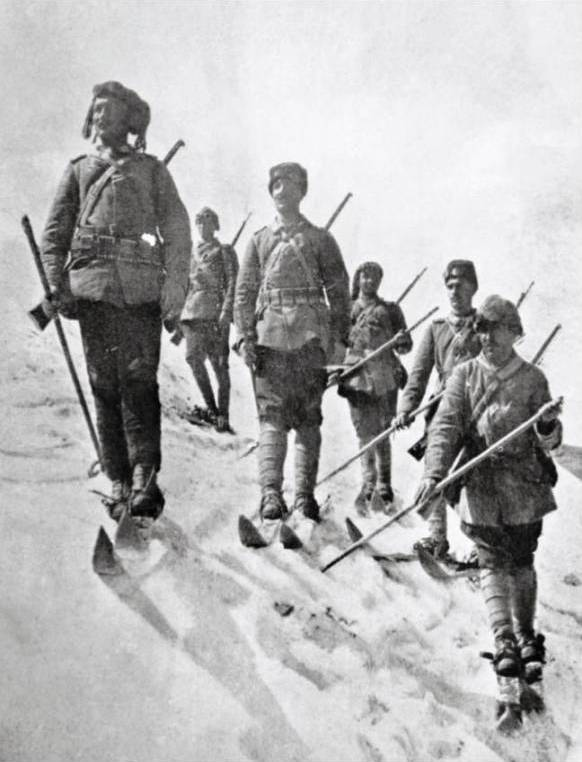
Лыжники османской армии

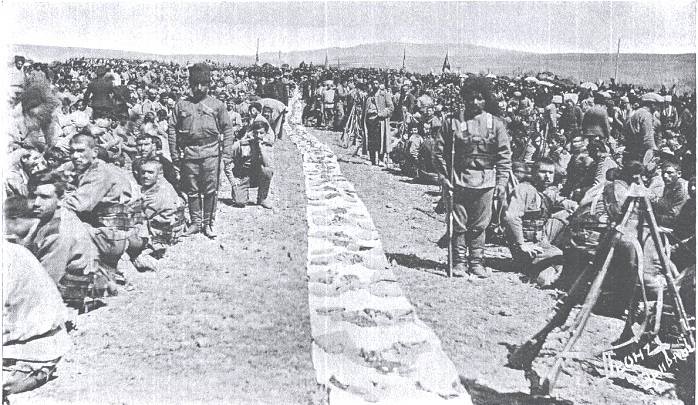
4-й батальон первой армянской добровольческой дружины

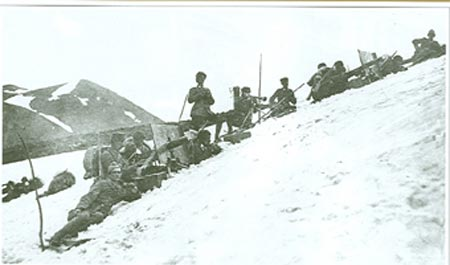
Османские пулемётчики

Начиная с полудня 6 (19) декабря Истомин доносил в Тифлис сведения о появлении в районе населённого пункта Ид турецкой пехоты (это были полки 28-й и 29-й дивизий). Тогда же турецкие части начали оттеснять заслоны русских в направлении Кош—Экрек. В течение нескольких последующих дней передовые посты Ольтинского отряда обнаруживали передвижение турецких частей. В этот период с наилучшей стороны показали себя армянские лазутчики, доставлявшие достаточно точные сведения о передвижениях турецких сил. К вечеру 8 (21) декабря штабу Ольтинского отряда стало ясно, что турки крупными силами выдвинулись в направлении населённого пункта Ид (не путать с Нарман) с обходным движением на Олты и вскоре начнут крупномасштабное наступление. Однако фактический командующий Кавказской армией генерал от инфантерии А. З. Мышлаевский не принимал всерьёз данную информацию и только после нескольких просьб Истомина, чтобы создать угрозу тылу наступающего противника, Берхман направил 4-ю Туркестанскую стрелковую бригаду, сосредоточенную в Маслагате, по направлению к Пертанус-Кош, с целью их захвата. На следующие день, 9 (22) декабря, в Тифлис из Петрограда пришла информация о том, что в Эрзерум прибыл Энвер-паша, что, в свою очередь, являлось прямым сигналом скорого начала наступательных действий со стороны 3-й армии. Однако Берхман, которому подчинялся в оперативном отношении и Ольтинский отряд, пренебрегал опасностью обходного манёвра турок, ссылаясь на непреодолимый, по его мнению, снежный заслон на их пути.
9 (22) декабря турки силами трёх корпусов начали наступление . Трём дивизиям 9-го корпуса ставилась задача из района Пертанус—Кош выйти на линию Кизыл-килиса—Ид и далее овладеть Бардусом (Бардизом). Две дивизии 10-го корпуса атаковали Ид, а оставшиеся силы — Ардос. На протяжении всего марша турки встречали серьёзные затруднения, связанные с покрытым мощным слоем снега горными переходами. Истомин, раскрыв замысел турок, оставив только арьергард под командованием полковника Кутетадзе, отвёл свои части в высокогорье на русско-турецкую границу, чем спас их от возможного окружения. Ведя бой с превосходящими силами противника, заслоны генерала Истомина начали отступление к Нарману. 31-я дивизия окружила отступающий арьергард русской армии (1,5 батальона в 750 солдат) в районе Ид, захватив их в плен (однако уже ночью русские солдаты численностью до 600 человек смогли сбежать и присоединиться к Ольтинскому отряду). На второй день активных боёв за Ольты, к полудню 10 (23) декабря, Истомин с оставшимися 8 батальонами пехоты был вынужден оставить город и эвакуироваться с продовольствием и боеприпасами в сторону Ардагана (первая остановка была в районе Соленопромысловой), в тот же день турки вошли в Ольты. Главный замысел турок по окружению группировки Кавказской армии в районе Ольты провалился. В первых боях с наилучшей стороны показала себя 4-я армянская добровольческая дружина под руководством А. Гафавяна. Перед взятием Ольты, 31-я и 32-я турецкие дивизии, не имея точных сведений о расположении русских частей, вели шестичасовой бой друг с другом, в результате чего было убито и ранено около 2 тыс. турок. После — 30-я и 31-я дивизии начали преследование отступающих частей Ольтинского отряда, окончившееся безрезультатно на линии Арсеняк-Косор.
Тогда же Берхман приказал 2-му Туркестанскому корпусу начать наступление на Кеприкей, которое, по причине глубоких снежных заносов и невозможности прохождения личного состава и артиллерии, прекратилось уже через два дня. Его пассивное отношение к надвигающейся угрозе, а также множество задач, стоявших перед Кавказской армией, побудило Мышлаевского и его начальника штаба генерал-лейтенанта Н. Н. Юденича прибыть 11 (24) декабря в штаб Сарыкамышского отряда (населённый пункт Меджингерт). После их прибытия выяснилось, что штаб Берхмана «не придавал значения важным сведениям, поступающим от Истомина» и не передавал их в штаб армии, что сильно ухудшило положение армии, и прежде всего Ольтинского отряда. Мышлаевский сразу же взял руководство на себя (заслуживает внимания тот факт, что опасаясь принять на себя ответственность за будущие решения, он не подписал приказ о вступлении в командование ) . Первым своим приказом он произвёл реструктуризацию отряда на два корпуса — 1-й Кавказский (Г. Э. Берхман) и Сводный (часть 1-го Кав. корпуса и 2-й Туркестанский армейский корпус — Н. Н. Юденич), и два отдельных отряда под командованием всё того же Берхмана и полковника С. А. Довгирда.
Суровые погодные условия сильно тормозили и усложняли передвижение турецких частей. 11 (24) декабря только одна дивизия, 29-я, совершавшая обходной манёвр, смогла занять Бардуз в 25 километрах от Сарыкамыша, 17-я смогла добраться только до селения Чатак. Остальные дивизии вовсе отстали. 32-я, например, в ходе перехода потеряла до половины своего состава. Энвер планировал обрушить на Сарыкамыш практически все силы 9-го и 10-го корпусов, однако, первоначально, только 17-я и 29-я дивизии смогли выполнить приказ командующего. 28-я должна была атаковать Караурган.
К 12 (25) декабря турецкие части стояли в 6-7 км от Сарыкамыша. В городе на тот момент не было регулярных войск — части Кавказской армии только перебрасывались к Сарыкамышу. Против двух турецких дивизий (18 батальонов пехоты) русские войска смогли выставить отряд из 7 батальонов, 1,5 сотен кавалеристов, около 1 тыс. железнодорожников, 16 пулемётов и двух орудий. Руководителем обороной города был назначен оказавшийся проездом начальник штаба 2-й Кубанской пластунской бригады, полковник Н. А. Букретов с двумя сотнями прапорщиков. В короткий срок он сумел организовать оборону города.
На следующий день 29-я дивизия оттеснила русские войска с Бардузского перевала, захватила важнейшие дороги и стратегические высоты вокруг него. Русские защитники города (комендант генерал-майор Н. Н. Воропанов), уступая в численности нападавшим, ответили артиллерийским огнем, что заставило турок остановить своё наступление до прихода подкреплений (17-й и 28-й дивизий). Турки смогли захватить только населённые пункты Воронье (Орлиное) Гнездо и Верхний Сарыкамыш, которые, впрочем, несколько раз переходили из рук в руки. 11-й турецкий корпус продолжал давление на основные русские силы, но делал это недостаточно энергично, что позволило русским отводить с фронта одну за другой наиболее сильные части и перебрасывать назад к Сарыкамышу (Кубинский 155-й, Кабардинский 80-й пехотные полки, Туркестанские 15-й,17-й,18-й стрелковые полки, 1-й Запорожский казачий полк с четырьмя орудиями). 13 (26) декабря 18-му Туркестанскому полку, в ходе ожесточённых боёв полностью потерявшему один батальон, удалось удержать железнодорожный вокзал. 18 (31) декабря тогдашний военный министр В. А. Сухомлинов писал: «… несомненно, что на Кавказе сейчас два врага: турки и Мышлаевский — и оба действуют успешно»
Наступили решающие дни. К 14 (27) декабря был перерезан участок железной дороги Сарыкамыш-Карс, в тот же день пять турецких дивизий начали штурм города. 15 (28) декабря Мышлаевский, совершенно не веря в успех обороны города, решил, что положение дел отчаянное, и вместе с генерал-майором Л. М. Болховитиновым покинул город на автомобиле и направился в Карс, намереваясь прибыть в Тифлис для организации обороны Закавказья. Перед отъездом он издаёт два приказа, первый — об организации обороны и назначении двух равноправных командиров — Берхмана и Юденича, второй — об общем отступлении и уничтожении складов. Своими действиями Мышлаевский доказал свою несостоятельность в роли командующего и посеял панику и неразбериху как в военных, так и в гражданских кругах.
Турецкие части были сильно измотаны непрекращающимися многокилометровыми маршами и боями, было множество обмороженных. 15 (28) декабря с пятью батальонами пластунов прибыл генерал-майор М. А. Пржевальский, который сразу же принял командование. Всего под его командованием были силы в количестве 25 батальонов пехоты, одного полка казаков. Общая численность контингента достигала 13 — 14 тыс. человек при 34 орудиях.
В ходе всей операции по приказу Энвер-паши турецкая армия распространяла различные листовки и пропагандистские материалы для организации восстания мусульманского населения России. К 16 (29) декабря Сарыкамыш был полностью окружён, тогда же к городу подошёл 10-й корпус (общее число турок в 9-м и 10-м корпусах было не более 18 тыс. человек из первоначальных 50 тыс. и началось ожесточённое наступление, которое возглавил лично Энвер-паша. В тот же день Мышлаевский издал свой последний приказ, в котором назначил Берхмана командиром Сарыкамышского отряда. К вечеру турки захватили вокзал и казармы 156-го Елисаветпольского полка, однако в ночь на 17 (30) декабря в боях обозначился перелом — к утру защитники города смогли отбить вокзал и выбить турецкие части за черту города.
При содействии аджарцев, восставших против российских властей, под контроль турецких войск перешла часть Батумской области, за исключением Михайловского крепостного района и Верхне-Аджарского участка Батумского округа. 17 (30) декабря, 1-я Константинопольская дивизия захватила город Ардаган Карсской области и значительную часть Ардаганского округа (см. Битва при Ардагане).
17 (30) декабря русские части под командованием Довгитра смогли взять важную высоту Ахурезар и подойди к Бардузу на расстояние орудийного выстрела. 18 (31) декабря турки предпринимали безрезультатные попытки взять город. В Сарыкамыш прибыл Дербентский 154-й пехотный полк. Тогда же Юденич провёл перегруппировку оставшихся частей и начал контрнаступление сначала в районе Сарыкамыша, а позже — по всему фронту.
19 декабря 1914 года (1 января 1915 года) начали отступление турецкие дивизии, однако из-за неправильно оценённой обстановки командующим Берхманом, преследование турок русским войсками закончилось практически безрезультатно, что послужило основанием 24 декабря 1914 года (6 января 1915 года) для его отстранения и назначения Юденича командующим группировкой Кавказской армии. Тем временем к Сарыкамышу подходили свежие подкрепления — 1-я Кавказская казачья дивизия и 2-я пластунская бригада.

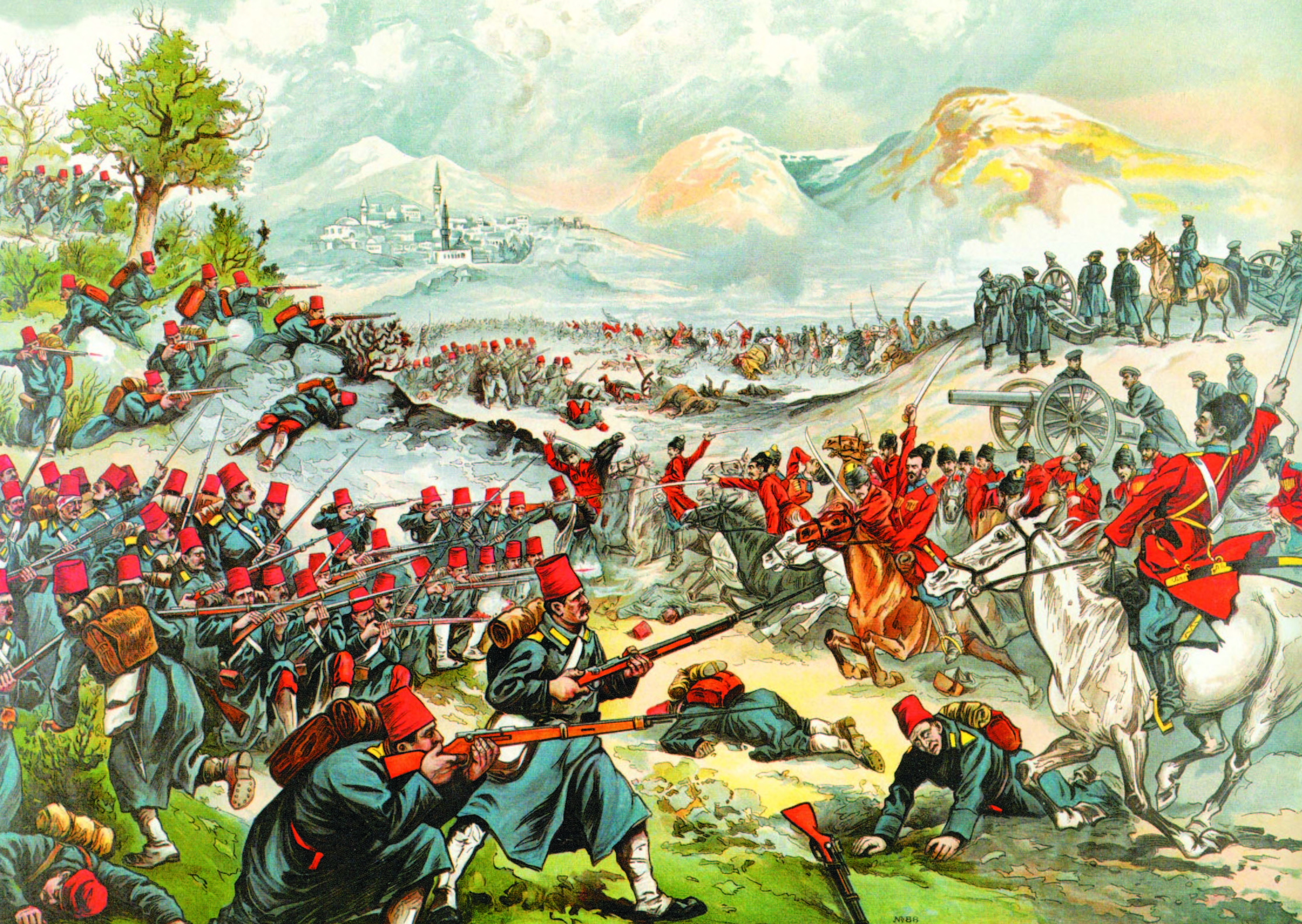
Российский плакат. «Разгром турецкой армии при Сарыкамыше»

К 21 декабря 1914 года (3 января 1915 года) было восстановлено железнодорожное сообщение с Карсом, что дало возможность перебрасывать свежие части к Сарыкамышу по железной дороге, а на следующий день Сибирская казачья бригада освободила Ардаган. Был разгромлен полк противника и взято знамя. 23 декабря 1914 года (5 января 1915 года) распространилось официальное сообщение штаба Кавказской армии об окончательной победе в Сарыкамышском сражении. Были освобождены Ид и Ольты, а также Батумская область, верхняя Аджария была полностью очищена от турок к концу марта 1915 года.
Известны многочисленные свидетельства зверств, учинённых турками по отношению к христианскому населению в ходе проведения наступления — армянам, грекам и русским. С началом войны турки систематически уничтожали армянские сёла и устраивали резню мирного армянского населения приграничных районов как России, так и Османской империи.

## Потери
Потери русской армии были значительны — от 16 до 20 тыс. убитых и раненых, ещё 6 тыс. получили обморожение. Турецкая 3-я армия оказалась практически полностью разгромленной, её общие потери составили 70 — 90 тыс. человек убитых, раненных и попавших в плен, из них 25 тыс. — 30 тыс. обмороженных и дезертировавших (уже к 30 ноября (13 декабря) на склонах горы Алла-Икпар погибло до 10 тыс. солдат из 10 корпуса 3-й армии (30 и 31 пехотные дивизии). 9-й корпус был полностью разгромлен (в живых осталось 80 солдат и 106 офицеров), 10-й корпус сумел сохранить 3 тыс. человек, в 11-м корпусе из 35 тыс. солдат выжило около 15 тыс.
Турки понесли большие потери в командном составе. Так, лишь один 9-й армейский корпус потерял более 300 офицеров. В числе пленных: командир корпуса генерал-майор Исхан-паша, начальник 17-й пехотной дивизии генерального штаба полковник Тахир-бей, начальник 28-й пехотной дивизии генерального штаба полковник Эдхем-бей (принявший командование дивизией у раненого полковника Амираза-бея), начальник 29-й пехотной дивизии генерального штаба полковник Ариф-бей. Попали в плен также начальники штабов трёх дивизий и начальники штабов двух корпусов – 9-го (генерального штаба подполковник Сеид-бей Гусейн-паша) и 10-го (генерального штаба майор Люфти-бей). Были пленены и офицеры штаба 3-й турецкой армии майоры Нусух-бей, Измаил Хаки-бей, капитаны Ахмет-Хильми ефенди, Юссуис-бей.

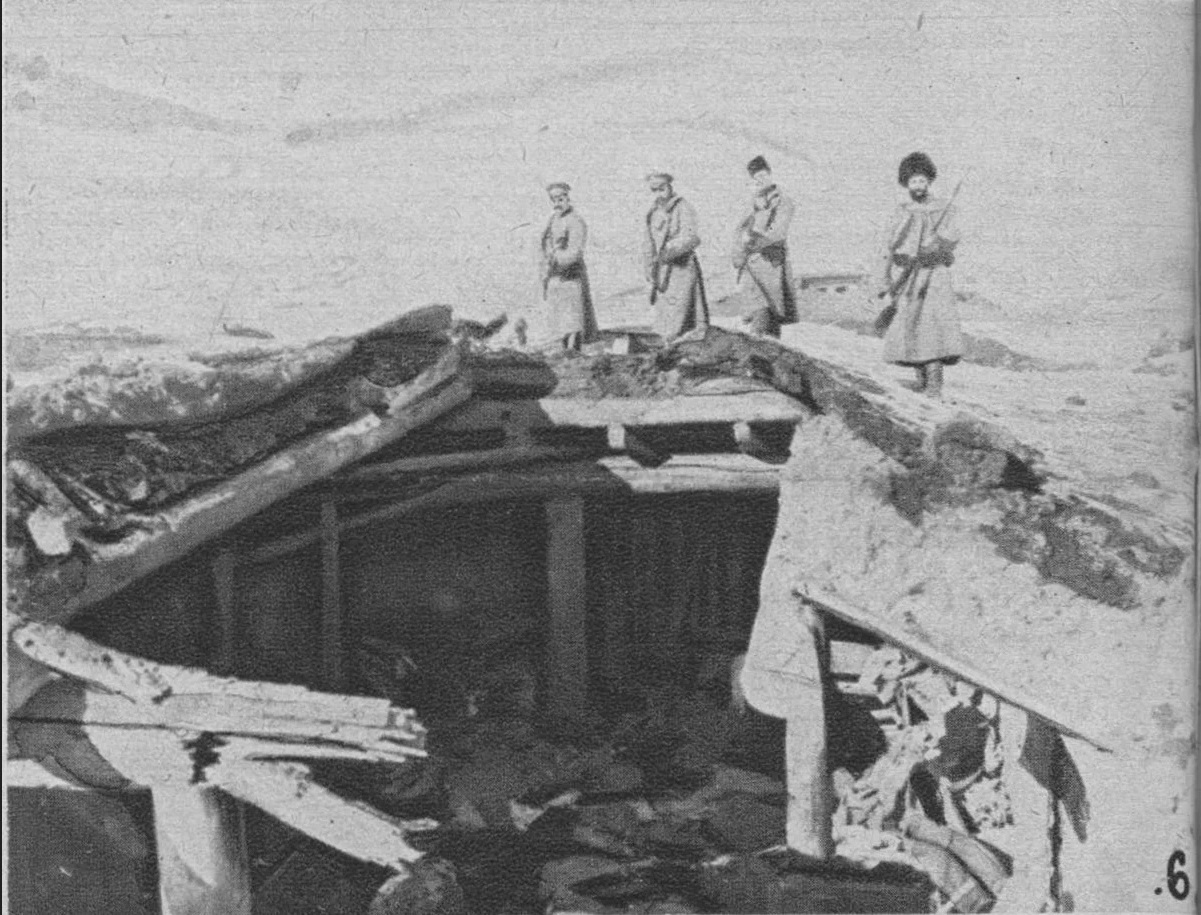
Русские солдаты над шахтой с убитыми турками
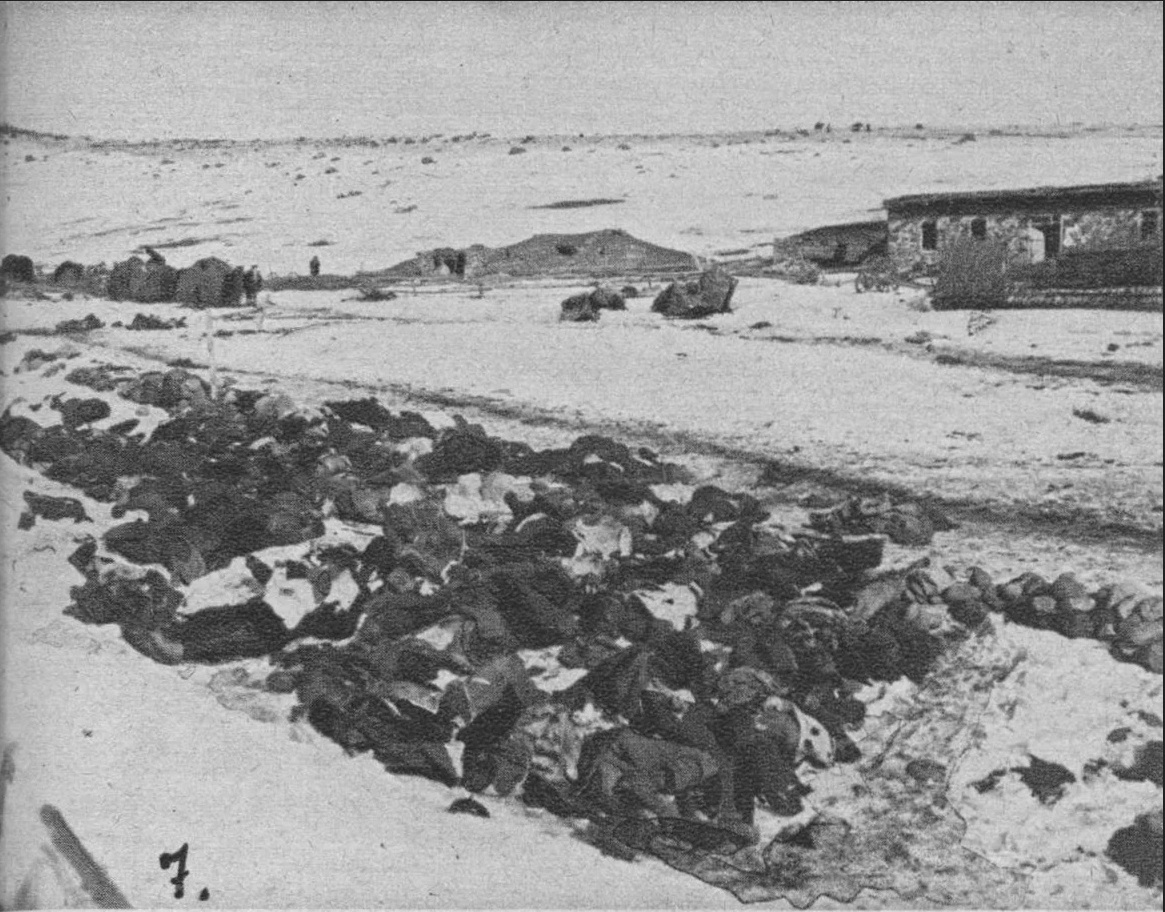
Тела турецких солдат
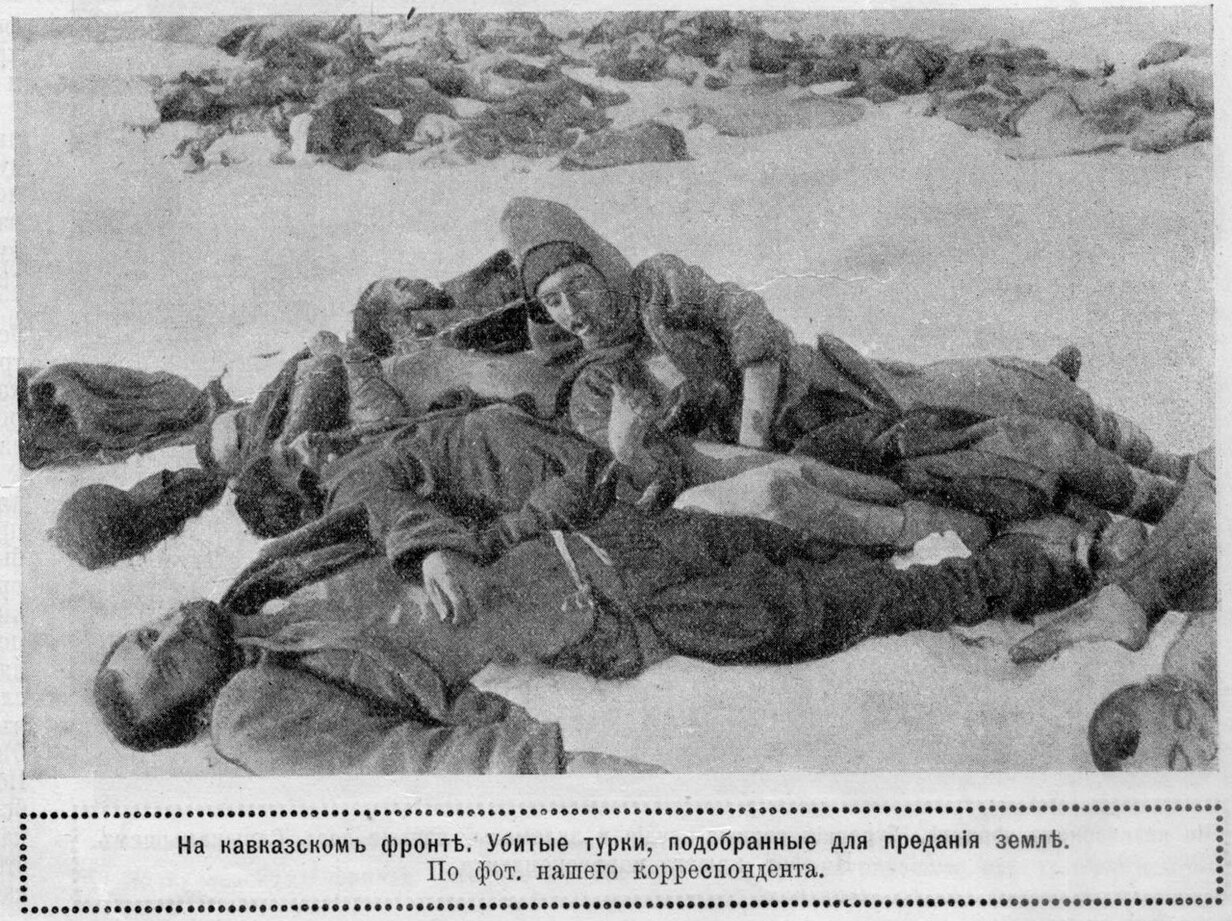
Тела турецких солдат
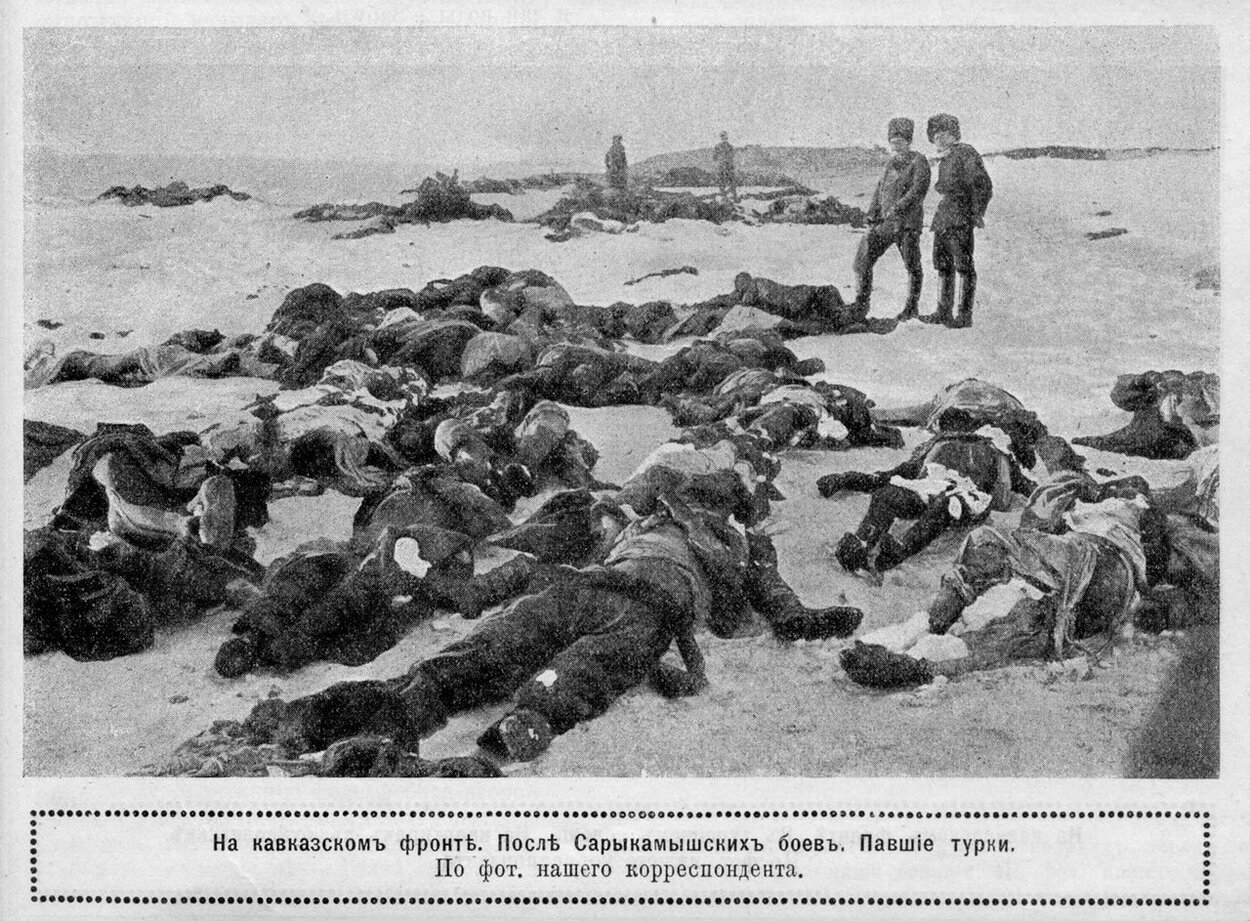
Тела турецких солдат

## Итоги

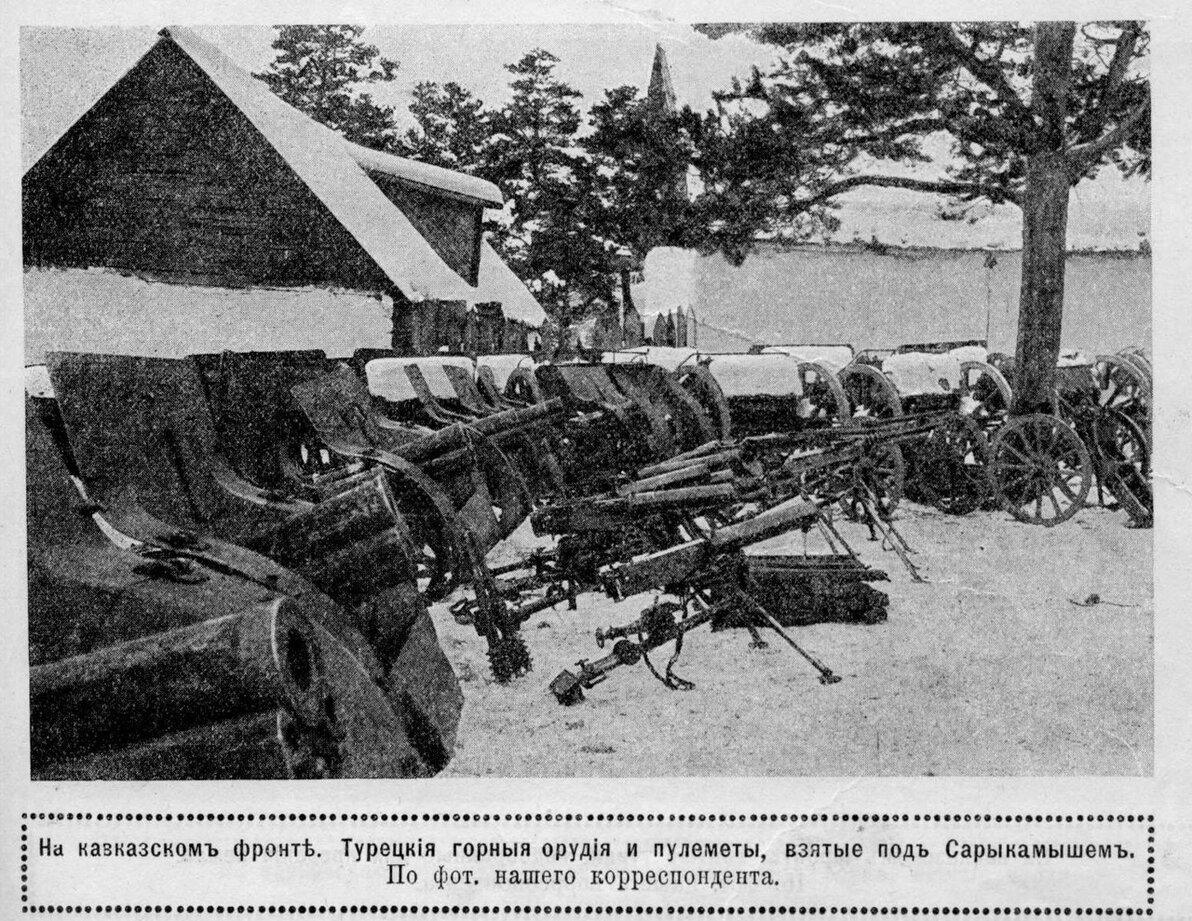
Турецкие орудия, захваченные русской армией при Сарыкамыше

Ход проведения Сарыкамышской операции, по мнению Н. Г. Корсуна, выявил крупные недочёты в действиях как русского, так и турецкого командования. Так, наиболее слабыми сторонами русской армии при проведении операции были серьёзные недостатки в ведении разведывательной деятельности, анализе и обработке полученных данных о противнике, организации связи между подразделениями (прежде всего материально-техническая оснащённость) и неустройство тыла. Орудия полевой артиллерии, применяемые Кавказской армией, были мало транспортабельны и совершенно непригодны в условиях высокогорья. Согласно некоторым исследованиям, победа в Сарыкамышской операции стала возможной исключительно благодаря стойкости и храбрости рядовых солдат Кавказской армии и совсем небольшого числа высших офицеров.
Командование турецкой армии, по мнению автора, и вовсе не имело «навыков руководства войсками в горных условиях». Ещё при планировании наступательной операции были допущены следующие ошибки: не организована связь, армия не была достаточно обеспечена снаряжением и продовольствием для многокилометровых маршей, совершенно не учитывались зимние условия высокогорья, что сильно усложняло перемещение крупных воинских соединений и ограничивало их манёвренность.
Нанеся крупное поражение турецким войскам, русская армия смогла перенести боевые действия на территорию противника, тем самым не позволив осуществиться планам турецкого командования — вторгнуться в Закавказье. По воспоминаниям генерала Фон Сандерса, по причине плохо организованного снабжения турецкой армии зимним обмундированием, уже после завершения операции, 3-я армия продолжала нести значительные людские потери в связи с большим количеством инфекционных заболеваний. Он также утверждал, что, как в Османской империи, так и в Германии, информацию о крупном разгроме турецкой армии старались тщательно скрыть от широких масс.
В Тифлисе Мышлаевский представил доклад об угрозе турецкого вторжения на Кавказ, чем вызвал дезорганизацию тыла армии. В январе 1915 года он был отстранён от командования, в марте того же года — уволен в отставку. 24 января (7 февраля) Н. Н. Юденич был награждён Орденом Святого Георгия 4-й степени, произведён в чин генерала от инфантерии с назначением командующим Кавказской армией. Г.Э Берхман получил подобную награду лишь 26 июля (8 августа) 1916 года, так как первоначально главнокомандующий Кавказским фронтом, наместник на Кавказе, граф И. И. Воронцов-Дашков, не причислил его к числу особо отличившихся командиров при отражении турецкого наступления. Причиной этого, по мнению некоторых авторов, стало то, что «Верховному главнокомандующему (Николаю Николаевичу Младшему) совершенно не нужно было, чтобы на этой войне среди победителей значились бы генералы с немецкими корнями и фамилиями».
Согласно К. Уолкеру, В. Дадряну и Т. Акчаму, после Сарыкамышского сражения Энвер-паша публично отмечал преданность армян в первые месяцы войны и одновременно с этим, по всей Османской Империи началась масштабная компания по фальсификации лояльности армян к Турецкому государству, заключающаяся в том, что армянское население объединилось с врагом Турции — Россией, что явилось основной причиной поражения 3-й турецкой армии, что, в свою очередь, стало поводом и предлогом для всеобщего преследования и жестокого обращения к армянскому населению со стороны властей. По свидетельствам очевидцев, после Сарыкамышского сражения начались массовые убийства разоружённых армян, находящихся в строительных батальонах.

## Значение Сарыкамышского сражения для Кавказского фронта и мировой войны
Русский Кавказский фронт приковал к себе 11 турецких пехотных дивизий (ещё 5 в это время находились на других фронтах) – т. е. 69% активных пехотных дивизий действующей армии Оттоманской империи. Причём Кавказская армия при минимуме первоочередных войск (4 дивизии) оттянула на себя 11 кадровых турецких дивизий и сильно их обескровила, чем была оказана неоценимая помощь союзникам – прежде всего англичанам. Благодаря сарыкамышской победе произошло усиление турецких войск, действующих против Кавказской армии, что облегчило действия англичан в Месопотамии и в районе Суэцкого канала.
Для русских войск в Европе Кавказский фронт был «донором», выделяя новые формирования для борьбы с немцами и австрийцами. Так, 2 корпуса, которые были направлены на австро-германский фронт в начале войны, были дополнены ещё 1,5 корпусами – обстановка позволяла это сделать.
Используя результат сарыкамышской победы, в марте-апреле 1915 г. по распоряжению Ставки осуществлялось сосредоточение сил и средств, необходимых для проведения планирующейся десантной операции в Проливах: 5-го Кавказского (сформированного из частей Кавказской армии, высвободившихся после Сарыкамышской операции) и 2-го армейских корпусов, начавших сосредоточение в черноморских портах. Общее руководство операцией возлагалось на командующего 7-й армией генерала от артиллерии В. Н. Никитина. Но неблагоприятная для русских войск оперативно-стратегическая обстановка весной - летом 1915 года предопределила использование этих войск для других целей.
Крах турецкого «блицкрига» привел к перелому и захвату стратегической инициативы на Кавказском ТВД русской армией уже с начала 1915 г. И эту инициативу Россия удерживала в течение всей войны. Турецкие войска на Кавказском ТВД на полгода потеряли способность к активным действиям.
Историк Юджин Роган отмечал следующие последствия Сарыкамышского сражения:
- Поражение привело к обострению напряженности между турками, курдами и армянами в приграничных с Россией областях;
- Властям Османской империи пришлось отказаться от надежды на восстание мусульман Российской империи;
- Поражение стимулировало союзников России по Антанте к проведению Дарданелльской операции с целью захвата Стамбула и вывода Турции из войны.